# ويلسون كامافواكا
ويلسون كامافواكا (29 مارس 1990 في ألمانيا - ) هو لاعب كرة قدم جمهورية الكونغو الديمقراطية وألماني في مركز الوسط. شارك مع منتخب جمهورية الكونغو الديمقراطية لكرة القدم. أما مع النوادي، فقد لعب مع شتورم غراتس وكيه في ميخيلين ونادي نورنبرغ ويان ريغينسبورغ ونادي هوفنهايم ب ‏ و1. FC Nürnberg II ‏.

## وصلات خارجية
- ويلسون كامافواكا على موقع قاعدة بيانات كرة القدم.إي يو (الإنجليزية)
- ويلسون كامافواكا على موقع بيانات كرة القدم. دي إي (الألمانية)
- ويلسون كامافواكا على موقع ناشيونال فوتبول تيمز (الإنجليزية)
- ويلسون كامافواكا على موقع Soccerway.com (الإنجليزية)
- ويلسون كامافواكا على موقع عالم كرة القدم.نت (الإنجليزية)